# 墓坑鳥
墓坑鳥，又稱金門鬼鳥，是金門地區民間傳說中的妖鳥，由含冤而死的怨靈幻化而成。

## 傳說
清朝年間，金門有個叫洪興佐的世家子弟，仗著自己家族勢力作威作福，經常凌虐家裡的奴僕。有一天他把一個叫新兒的婢女溺死在井裡，還把屍體隨意丟棄在沙堆中，第二年，洪興佐突然生了場大病臥病在床，這時有一隻怪鳥開始定居在洪家的屋簷下，不僅每天聒噪吵鬧、還作勢要攻擊他，只有向牠喊新兒的名字時那隻鳥才會對其他人有反應，後來家人找來的巫師說那隻鳥是枉死的新兒魂魄所變成、要來向洪興佐索命的。洪興佐雖然誠心悔改，但在鬼鳥離開三天後還是死了，那天還是他去年殺死新兒的日子。

## 外觀與能力
墓坑鳥是從陰間回到人間的怨靈所變成，牠花色短尾、鳥喙長而眼紅如血，叫聲尖銳淒厲，會給生前害死自己的人帶來災禍，將那些人詛咒致死。

## 原型與現代研究

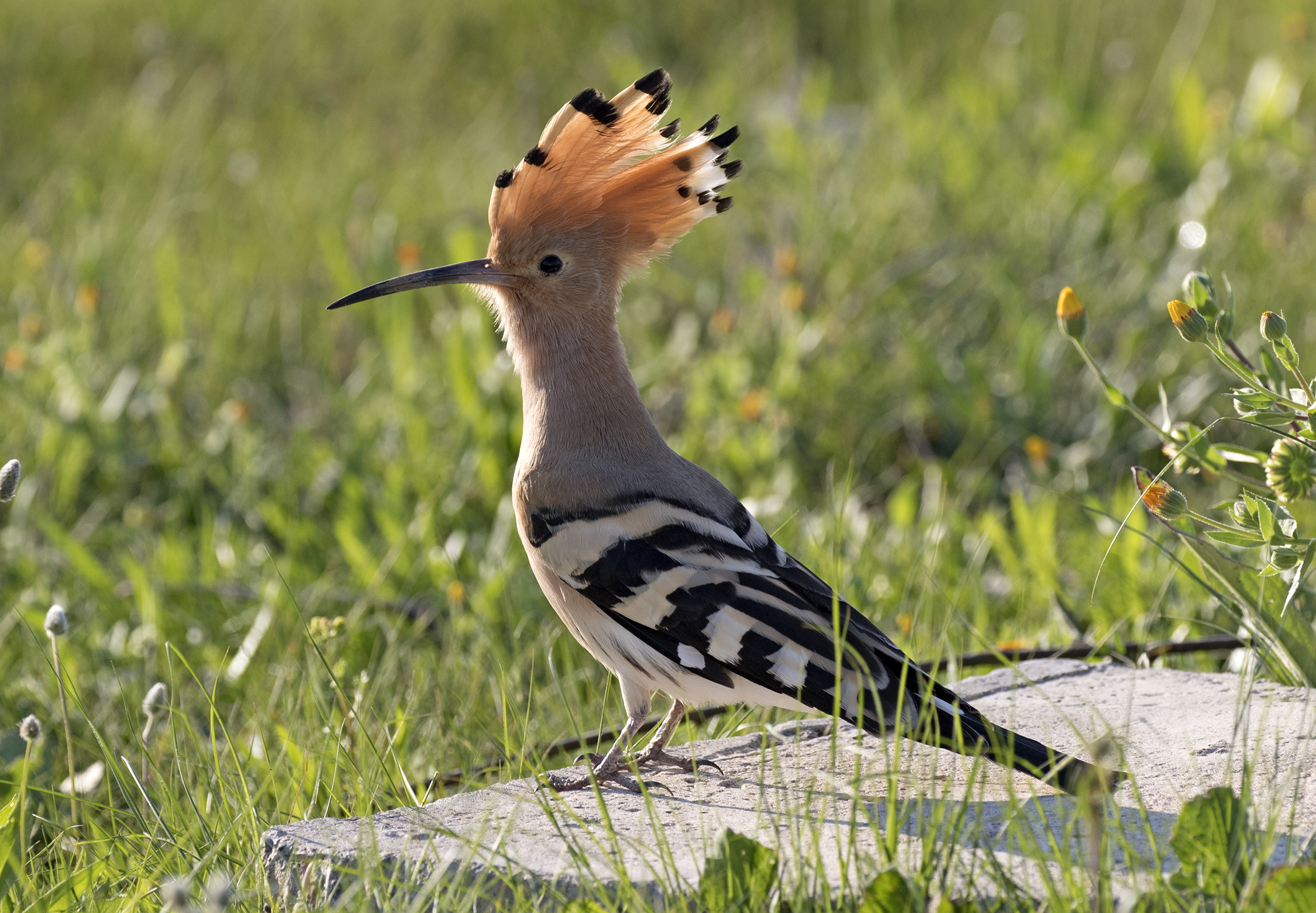
墓坑鳥的原型戴勝

金門鬼鳥的原型很可能是來自於戴勝鳥，該鳥在繁殖期時經常在土穴或樹洞中築巢，因此也經常出現在墓地，再加上親鳥會以惡臭來驅趕敵人，因此被視為不祥的象徵，有可能因為這樣而造就了牠怨靈復仇的傳說。